# Гуляев, Алексей Михайлович
Алексе́й Миха́йлович Гуля́ев (1863—1923) — русский правовед, профессор Киевского и Московского университетов, директор Катковского лицея, сенатор (1916), тайный советник, академик Всеукраинской академии наук (1923).

## Биография
Родился 1 (13) марта 1863 года. Происходил из потомственных дворян; сын профессора Киевской духовной академии Михаила Спиридоновича Гуляева (ум. 1866) и Софии Ивановны Скворцовой, дочери профессора той же академии, протоиерея И. М. Скворцова. По материнской линии — двоюродный брат историка И. А. Линниченко.
Окончил Полтавскую гимназию с золотой медалью (1881) и историко-филологический факультет университета Св. Владимира (1885) с золотой медалью за выпускное сочинение «La Chanson de Roland» («Песнь о Роланде»). В 1887 году он выдержал испытания на степень кандидата прав и был командирован в Русский институт римского права при Берлинском университете, курс наук которого слушал в течение трёх лет: с октября 1887 года по август 1890 года.
Вернувшись в Россию, 12 августа 1890 года он был назначен приват-доцентом Дерптского университета по кафедре римского права. В ноябре 1891 года, после защиты диссертации «Предбрачный дар в римском праве и в памятниках византийского законодательства», был удостоен степени магистра римского права и утверждён сверхштатным экстраординарным профессором по той же кафедре (с ноября 1892 года — в штате). С 1893 года исполнял также обязанности редактора «Ученых записок Юрьевского университета».
В марте 1894 года А. М. Гуляев защитил докторскую диссертации «Наем услуг» в Киевском университете и в мае был переведён в него экстраординарным профессором по кафедре гражданского права. В мае 1895 года был утверждён ординарным профессором по занимаемой кафедре и произведён в статские советники. В том же году был рецензентом магистерской диссертации будущего министра народного просвещения Л. А. Кассо. Кроме того, с 1896 года он был членом Киевского окружного суда, с 1903 года — членом Киевской судебной палаты. Состоял секретарем Киевского юридического общества. В 1907 году опубликовал пособие к лекциям «Русское гражданское право. Обзор действующего законодательства и проект Гражданского уложения», выдержавшее четыре издания.
В 1908 году он оставил Киев; в ноябре 1908 года был назначен товарищем обер-прокурора гражданского кассационного департамента Правительствующего Сената и ординарным профессором римского и торгового права в Императорское училище правоведения.
В январе 1911 года получил чин действительного статского советника; 9 января был назначен директором Катковского лицея в Москве; с марта — приват-доцент юридического факультета Московского университета, а с 11 мая — ординарный профессор университета по кафедре гражданского права. Здесь он читал курсы русского гражданского права и гражданского судопроизводства. С сентября 1912 года он был также ординарным профессором Катковского лицея.
В 1916 году, 29 сентября, назначен сенатором, с производством в тайные советники, и определён к присутствованию в гражданском кассационном департаменте Сената.
После Октябрьской революции 1917 года выехал в Саратов, где в 1918 году был избран профессором Саратовского университета. В 1919 году переехал в Киев и стал преподавать в Киевском коммерческом институте, а также, с 1920 года — международное частное право в Киевском высшем техникуме внешних сношений. С 21 августа 1920 года Гуляев был профессором кафедры частного права в Киевском коммерческом институте, а в советское время, после его реорганизации в Киевский институт народного хозяйства, преподавал на юридическом факультете гражданское право.
После взятия Киева Добровольческой армией, в октябре 1919 года возглавил комиссию по расследованию случаев враждебного отношения к Добровольческой армии со стороны некоторых лиц во время последнего налета большевиков. В 1923 году он прочитал доклады «О фамильных прозвищах» и «Основные начала Гражданского кодекса РСФСР» в заседаниях юридического общества при Всеукраинской академии наук. В том же году был избран заместителем председателя юридического общества и академиком ВУАН по кафедре гражданского права и политики.
Скоропостижно умер от воспаления лёгких 27 ноября 1923 года. Последней работой Гуляева стал комментарий к Гражданскому кодексу, опубликованный посмертно в 1924 году. В предисловии отмечалось: «Редакция не считает себя в праве вносить какие либо изменения, либо дополнения в работу покойного автора, даже и в тех частях, где ссылки на законодательный материал представляются либо недостаточными, либо устаревшими, полагая, что и в нынешнем своем виде эта работа, принадлежащая перу одному из крупнейших русских цивилистов, представляет научную ценность».

## Семья
Был женат на дочери статского советника Елене Гавриловне Архиереевой. Их дети:
- Лев (1894—1915), окончил Шелапутинскую гимназию в Москве (1912), летом 1914 года — штурманский ученик на пароходе Добровольного флота «Курск». Осенью 1914 года поступил на первый курс университетского отделения Катковского лицея. Затем окончил ускоренный курс Александровского военного училища и 1 апреля 1915 года произведен был в прапорщики. Участник Первой мировой войны в рядах 40-го Сибирского стрелкового полка. Был смертельно ранен 20 августа 1915 года в бою под Берестовицей. Был похоронен в братской могиле в Лиде Виленской губернии. Высочайшим приказом от 21 января 1916 года посмертно произведен в подпоручики, со старшинством с 1 декабря 1914 года.[4]
- дочери София (род. 1891) и Наталия (род. 1897).

## Награды
- Орден Святого Станислава 2-й ст. (14.05.1896)
- Орден Святой Анны 2-й ст. (1902)
- Орден Святого Владимира 4-й ст. (1906)
- Орден Святого Владимира 3-й ст. «за выдающиеся отличия» (01.01.1913)
- Орден Святого Станислава 1-й ст. (01.01.1915)